# Pierwsza randka (program telewizyjny)
Pierwsza randka – polski program rozrywkowy emitowany na antenie TVP2 od 16 marca do 16 listopada 2017, oparty na brytyjskim formacie First Dates.

## Charakterystyka programu
Celem programu było zapoznanie dwojga nieznajomych osób poprzez zaproszenie ich do restauracji Pierwsza randka. Pary zostały dobrane przez ekspertów ze wsparciem psychologa. Przeprowadzili oni rozmowy z kandydatami, podczas których pytali m.in. o oczekiwania dotyczące przyszłych partnerów. Goście po wejściu do lokalu zapraszani byli do minibaru, podczas gdy personel przygotowuje parze stolik. Uczestnicy mają wtedy czas na wstępne zapoznanie się, a potem przechodzili do przygotowanego miejsca, kontynuując rozmowę. Po zakończonym posiłku – jak w zwykłej restauracji – decydują, kto zapłaci rachunek. Potem proszeni byli za kulisy, aby opowiedzieć o swoich wrażeniach oraz czy ewentualnie zgodziliby się na kolejne spotkanie z wybraną dla nich osobą. W każdym odcinku przedstawiono średnio cztery randki.
Druga seria programu (wyemitowana jesienią 2017) dokonano zmian w personelu oraz wprowadzono nowy wystrój wnętrza.
Oprócz Polski lokalne wersje programu posiadają także m.in.: Kanada, Australia, Irlandia, Niemcy, Hiszpania i Wielka Brytania (oryginalna edycja stacji Channel 4).

## Obsługa restauracji
| Imię i nazwisko       | Seria                | Seria                |
| Imię i nazwisko       | 1                    | 2                    |
| Menadżer restauracji  | Menadżer restauracji | Menadżer restauracji |
| --------------------- | -------------------- | -------------------- |
| Aleksander Mackiewicz |                      |                      |
| Wojciech Bartoń       |                      |                      |
| Kelnerki              |                      |                      |
| Paulina Sobota        |                      |                      |
| Magdalena Jaroszewicz |                      |                      |
| Kamila Mruszczyk      |                      |                      |
| Barman                |                      |                      |
| Dariusz Krupa         |                      |                      |

## Spis serii
| Seria | Seria | Odcinki    | Pierwszy odcinek | Ostatni odcinek   | Pora emisji    | Średnia oglądalność |
| ----- | ----- | ---------- | ---------------- | ----------------- | -------------- | ------------------- |
|       | 1     | 1–12 (12)  | 16 marca 2017    | 8 czerwca 2017    | czwartek 20.40 | 1,02 mln            |
|       | 2     | 13–24 (12) | 31 sierpnia 2017 | 16 listopada 2017 | czwartek 20.40 | 1,07 mln            |

## Oglądalność programu
Dane dotyczące oglądalności zostały oparte na badaniach przeprowadzonych przez Nielsen Audience Measurement i dotyczą wyłącznie oglądalności premiery telewizyjnej – nie uwzględniają oglądalności powtórek, wyświetleń w serwisach VOD (np. TVP VOD) itd.
| Odcinek | Seria                     | Seria                            |
| Odcinek | 1                         | 2                                |
| ------- | ------------------------- | -------------------------------- |
| 1       | 1 168 931 (16 marca 2017) | 888 099 (31 sierpnia 2017)       |
| 2       | 1 001 425 (23 marca 2017) | 889 015 (7 września 2017)        |
| 3       | 1 141 349 (30 marca 2017) | 1 025 670 (14 września 2017)     |
| 4       | bd. (6 kwietnia 2017)     | 990 128 (21 września 2017)       |
| 5       | bd. (20 kwietnia 2017)    | 1 015 021 (28 września 2017)     |
| 6       | bd. (27 kwietnia 2017)    | 1 023 764 (5 października 2017)  |
| 7       | bd. (4 maja 2017)         | 1 015 767 (12 października 2017) |
| 8       | bd. (11 maja 2017)        | 1 193 513 (19 października 2017) |
| 9       | bd. (18 maja 2017)        | 1 168 967 (26 października 2017) |
| 10      | bd. (25 maja 2017)        | 1 325 220 (2 listopada 2017)     |
| 11      | bd. (1 czerwca 2017)      | 1 142 886 (9 listopada 2017)     |
| 12      | bd. (8 czerwca 2017)      | 1 120 758 (16 listopada 2017)    |
| Średnia | 1 017 311                 | 1 068 809                        |